# Ré (note de musique)
Pour les articles homonymes, voir Ré.

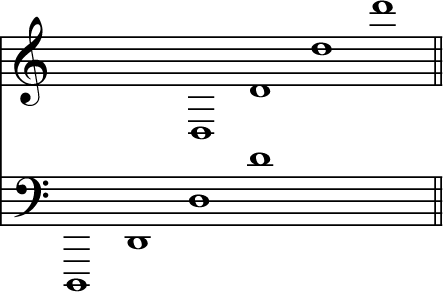
Ré (note de musique).

Ré est une note de musique une seconde majeure au-dessus du Do. Ses enharmonies sont Do double dièse et Mi(Mi double bémol). Elle est le troisième demi-ton du solfège. 
Lorsqu'elle est calculée dans la gamme tempérée avec la référence d'un La au-dessus d'un Do moyen en tant que 440 Hz, la fréquence d'un Ré moyen (Ré4) est d'approximativement 293.665Hz. Voir hauteur pour une discussion sur les variations historiques de fréquence.

## Échelles

### Gammes communes commençant par un Ré
- Ré majeur : Ré mi fa  sol la si do  Ré
- Ré harmonique majeur : Ré mi fa  sol la si  do  Ré
- Ré majeur mélodique ascendant : Ré mi fa  sol la si do  Ré
- Ré majeur mélodique décroissant : Ré do si  la sol fa  mi Ré
- Ré mineur naturel : Ré mi fa sol la si  do Ré
- Ré harmonique mineur : Ré mi fa sol la si  do  Ré
- Ré mineur mélodique ascendant : Ré mi fa sol la si do  Ré
- Ré mineur mélodique décroissant : Ré do si  la sol fa mi Ré

### Échelles diatoniques
- Ré Ionien : Ré mi fa sol la si do  Ré
- Ré dorien : Ré mi fa sol la si do Ré
- Ré Phrygien : Ré mi  fa sol la si  do Ré
- Ré Lydien : Ré mi fa  sol  la si do  Ré
- Ré mixolydien : Ré mi fa  sol la si do Ré
- Ré Éolien : Ré mi fa sol la si  do Ré
- Ré Locrien : Ré mi  fa sol la  si  do Ré

### Jazz mineur mélodique
- Ré mineur mélodique ascendant : Ré mi fa sol la si do  Ré
- Ré dorien ♭2 : Ré mi  fa sol la si do Ré
- Ré Lydien augmenté : Ré mi fa  sol  la  si do  Ré
- Ré Lydien dominant : Ré mi fa  sol  la si do Ré
- Ré mixolydien ♭6 : Ré mi fa  sol la si  do Ré
- Ré Locrien ♮2 : Ré mi fa sol la  si  do Ré
- Ré modifié : Ré mi  fa sol  la  si  do Ré

## Voir également
- Fréquences des touches du piano
- Ré majeur
- Ré mineur
- Fondamentale
- Notes de musique